# Понта-Поран (аэропорт)
Международный аэропорт Понта-Поран (порт. Aeroporto Internacional de Ponta Porã) (Код ИАТА: PMG) — бразильский аэропорт, обслуживающий город Понта-Поран. Расположен в 4 км от центра города Понта-Поран. Аэропорт был открыт 11 марта 1955 года.
Управляется компанией Infraero с 20 октября 1980 года.

## История
В середине 1955 года, после обмена с федеральной сетью железной дороги, аэроклуб города Понта-Поран и национальная авиапочта были перемещены на улицу  Батишта ди Азеведу, где они находятся и сейчас. В 1974 году аэропорту была присвоена международная категория. 

## Авиалинии и направления
В настоящее время никакие регулярные рейсы не производятся.

## Количество пассажиров
| Пассажиры | Пассажиры | Пассажиры      | Пассажиры      |
| Год       | Итог      | Национальные   | Международные  |
| --------- | --------- | -------------- | -------------- |
| 2002      | 2042      | нет информации | нет информации |
| 2003      | 2143      | 2120           | 23             |
| 2004      | 1845      | 1741           | 104            |
| 2005      | 3105      | 2691           | 414            |
| 2006      | 2513      | 2121           | 392            |
| 2007      | 3018      | 2482           | 536            |
| 2008      | 3621      | 2919           | 702            |
| 2009      | 3495      | 2969           | 526            |